# Schizodon jacuiensis
Schizodon jacuiensis är en fiskart som beskrevs av Bergmann, 1988. Schizodon jacuiensis ingår i släktet Schizodon och familjen Anostomidae. Inga underarter finns listade i Catalogue of Life.